# Glee
Glee je američka humoristično-glazbena televizijska serija koju je emitirala televizijska mreža FOX. Radnja serije bazira se na glazbenom zboru imena "New Directions" (moderni Glee klub) u izmišljenjoj srednjoj školi Williama McKinleyja u državi Ohio. Pilot epizoda serije prvi put je prikazana 19. svibnja 2009. godine odmah poslije Američkog idola, a prva sezona je sa svojim prikazivanjem započela 9. rujna 2009. godine. Već 21. rujna televizijska mreža Fox omogućila je seriji Glee snimanje pune sezone. Prvi dio prve sezone s emitiranjem je završio 9. prosinca 2009. godine, a na nove epizode se čekalo puna četiri mjeseca (13. travnja 2010.) nakon čega je prikazan ostatak od devet epizoda. Proljetna premijerna epizoda pred male ekrane u SAD-u privukla je 13,7 milijuna gledatelja čime se brojka gledanosti serije doslovno udvostručila. Odmah je najavljeno da će se snimati i druga sezona serije koja je sa svojim emitiranjem započela 21. rujna 2010. godine, a sadržava troje novih članova glumačke postave. 23. svibnja 2010. službeno je objavljeno da će se 2011. godine snimati i treća sezona serije. 
Kreatori Ryan Murphy, Brad Falchuk i Ian Brennan seriju su prvo zamislili kao film. Murphy za seriju bira glazbu, vodeći računa o aktualnim hitovima na top ljestvicama diljem zemlje. Pjesme koje se izvode u seriji nalaze se na nekoliko soundtrackova koji su već izdani od kojih je prvi, Glee: The Music, Volume 1, izdan 2. studenog 2009. godine. Glazba iz serije Glee postala je veliki komercijalni uspjeh uz preko 7 milijuna prodanih primjeraka do danas. 
Prva sezona serije iznimno je hvaljena od strane kritičara. Osvojila je Zlatni globus za najbolju televizijsku seriju (mjuzikl/komedija) uz još dodatne tri nominacije u kategorijama najbolje glumice (Lea Michele), najboljeg glumca (Matthew Morrison) i najbolje sporedne glumice (Jane Lynch). Serija je također osvojila i People's Choice Award za najbolju novu televizijsku humorističnu seriju 2010. godine. Pored toga, serija je osvojila i četiri Emmyja, najprestižniju televizijsku nagradu, u kategorijama najbolje sporedne glumice (Jane Lynch), najboljeg gost-glumca (Neil Patrick Harris), najbolje režije (Ryan Murphy za Pilot epizodu) i najboljeg zvuka (za epizodu The Power of Madonna).

## Produkcija

### Koncepcija serije
Seriju Glee kreirali su Ryan Murphy, Brad Falchuk i Ian Brennan. Ian je osmislio ideju za Glee baziranu na njegovim vlastitim iskustvima dok je pjevao u zboru u srednjoj školi u državi Illinois. Prvotno je zamislio Glee kao film, a prvu verziju scenarija završio je 2005. godine. Međutim, u nekoliko sljedećih godina nikoga nije mogao zainteresirati za scenarij. Televizijski producent i Brennanov prijatelj Mike Novick bio je član iste teretane kao i Ryan Murphy pa mu je dao kopiju scenarija. Budući da je i sam Murphy kao srednjoškolac bio član glazbenog zbora, odmah se osjetio bliskim s cijelom pričom. Murphy i njegov prijatelj iz serije Reži me Brad Falchuk predložili su da Glee adaptiraju za televizijsku seriju. Scenarij je prepravljen iz korijena, a samo 15 sati nakon što su ga primili, čelnici televizijske mreže FOX prihvatili su ideju glazbene serije što je Murphy kasnije objasnio činjenicom da je uspjeh Američkog idola (najvećeg Foxovog hita) uvelike pridonio njihovoj odluci da naprave nešto slično u obliku televizijske serije. Murphy i Falchuk postali su izvršni producenti i glavni i odgovorni za kompletan projekt, dok je Brennan bio ko-producent, a Novick producent. Brennan, Falchuk i Murphy napisali su do sada sve epizode. 
Radnja serije Glee smještena je u gradu Lima, država Ohio. Murphy je odabrao srednji zapad budući je i sam odrastao u državi Indiani i u djetinjstvu često putovao u Ohio. Iako je radnja smještena u Limi, serija se snima u Paramountovim studijima u Hollywoodu. Mnogi su seriju Glee odmah počeli uspoređivati s filmskim serijalom High School Musical, ali Murphy tvrdi da nikad nije pogledao niti jedan nastavak navedenog serijala i da je više zainteresiran za post-modernistički mjuzikl nego za "show u kojem ljudi samo odjedanput započnu pjevati". Murphy je svoju nakanu da serija bude određena forma eskapizma objasnio izjavom: 
Murphy je zamislio da serija ne bude samo za tinejdžere, već prava obiteljska humoristična serija u kojoj su stariji likovi jednako važni kao i oni mlađi. Murphy za sada ima razrađene ideje koje bi pokrile pune tri sezone serije. 

### Glazba i koreografija
Svaka epizoda serije Glee sadržava najmanje jednu poznatu pjesmu koju pjevaju sami likovi. Murphy je taj koji bira sve pjesme za seriju, uspješno balansirajući između samih pjesama koje pašu radnji određene epizode i trenutnim hitovima na top ljestvicama: 
Izbor pjesama ovisi i o samom scenariju, a Murphy objašnjava: 
Murphy je bio ugodno iznenađen lakoćom kojom su izdavačke kuće pristale na upotrebu autorskih prava: 
Samo je manjina odbila dati autorska prava, među kojima su pjevač Bryan Adams i grupa Coldplay. Međutim, u lipnju 2010. godine grupa Coldplay se ipak predomislila i dozvolila upotrebu njihovih pjesama u nadolazećim epizodama. Kompozitor i glazbenik Billy Joel ponudio je mnoge svoje pjesme za upotrebu u seriji, a i ostali izvođači su slijedili njegov primjer i nudili svoje pjesme potpuno besplatno. 
Glavni koreograf serije Glee je Zach Woodlee, a svaka epizoda sadržava pet do osam produkcijskih brojeva. Nakon što Murphy izabere pjesmu, P.J. Bloom bavi se problemom autorskih prava, a glazbeni producent Adam Anders upoznaje glumačku postavu s pjesmom. Pjesme izvode sami glumci, a Woodlee smišlja i kasnije vježba s glumcima samu koreografiju. Nakon toga glumci odlaze u studio snimiti pjesmu. Cijeli proces traje šest do osam tjedana prije početka snimanja epizode, a može završiti i dan prije početka snimanja. Snimanje svake epizode u prosjeku košta 3 milijuna dolara, a zbog zahtjevne koreografije ponekad se epizoda snima i do 10 punih dana.
U epizodi "Michael" u trećoj sezoni gostovao je hrvatski duo violončelista 2Cellos s obradom pjesme Michaela Jacksona "Smooth Criminal".

### Promocija serije
Prije premijere druge epizode serije, glumačka postava otišla je na turneju po cijelom SAD-u. Otpjevali su američku nacionalnu himnu prije treće utakmice finala u bejzbolu 2009. godine. Pozvani su da nastupaju na paradi za Dan zahvalnosti 2009. godine, ali ih je televizijska mreža NBC, koja je bila domaćin parade, odbila zbog konkurentske mreže (Glee je FOX-ova TV-serija). Kreator Ryan Murphy komentirao je taj događaj: 
Zbog velikog uspjeha serije, glumačka postava otišla je na još jednu turneju nakon što je završila sa snimanjem prve sezone. Na turneji su posjetili Phoenix, Chicago, Los Angeles i New York. Uz sve to, otpjevali su i novu verziju pjesme "Last Christmas" popularne grupe Wham! koja je izdana kao single, iako se nije pojavila u seriji. Lea Michele, Cory Monteith i Amber Riley gostovat će kao kamperi u premijeri 22. sezone serije Simpsoni.

## Uloge i likovi
Za uloge u seriji Glee Murphy je tražio glumce koji se mogu identificirati s užurbanim načinom rada. Umjesto korištenja tradicionalnih audicija koje organiziraju televizijske mreže, proveo je tri mjeseca na Broadwayju gdje je pronašao Matthewa Morrisona, koji je nastupao u kazališnim predstavama Kosa i The Light in the Piazza; Leu Michele, koja je glumila u Proljetno buđenje i Jennu Ushkowitz, koja je nastupala u predstavi Kralj i ja. Za razliku od svih ostalih, Chris Colfer nije imao prethodnog profesionalnog iskustva, ali je Murphyja podsjetio na lik Kurta iz mjuzikla Moje pjesme, moji snovi pa ga je prihvatio za ulogu Kurta Hummela. 
Glumci bez prethodnog glumačkog iskustva morali su dokazati da mogu pjevati i plesati jednako kao i glumiti. Jayma Mays na audiciji je nastupila s pjesmom "Touch-a, Touch-a, Touch-a, Touch Me" iz The Rocky Horror Show, dok je Cory Monteith prvo poslao snimku sebe kako samo glumi, a nakon što je od njega zatraženo da pošalje i glazbenu snimku, poslao je snimku sebe dok izvodi pjesmu "Can't Fight This Feeling". Kevin McHale imao je iskustva u muškoj grupi (popularni boy-band) imena Not Like Them. Različitost glumačke postave s obzirom na njihova prijašnja iskustva objasnio je činjenicom da je i u seriji prisutna glazbena različitost: 
U početku je zamišljeno da Jane Lynch ima samo epizodnu ulogu, ali je postala stalnom članicom glumačke postave nakon što je njezin pilot-projekt za ABC propao. Prema ugovorima koje su potpisali, svi glumci obvezni su snimiti najmanje tri Glee dugometražna filma, iako isti za sada nisu u planu.
Serija Glee sadrži 12 glavnih likova. Morrison glumi Willa Schuestera, profesora u srednjoj školi koji postaje voditelj Glee kluba nadajući se da će mu povratiti nekadašnju slavu. Lynch glumi Sue Sylvester, glavnu trenericu ženske navijačke skupine ("Cheerios") i zakletog mrzitelja Glee kluba. Mays glumi Emmu Pillsbury, pedagoginju u srednjoj školi koja gaji osjećaje prema Willu, a Jessalyn Gilsig se pojavljuje kao Terri Schuester, Willova žena. Michele glumi Rachel Berry, talentiranu mladu zvijezdu Glee kluba koju gotovo konstantno maltretiraju djevojke iz skupine "Cheerios" i nogometni igrači. Monteith glumi Finna Hudsona, glavnu zvijezdu nogometnog tima koji ugrožava svoju popularnost i prijateljstvo s mnogima nakon što se pridruži Glee klubu. U klubu se također nalaze i Amber Riley kao Mercedes Jones kojoj dojadi stalno pjevati back-up vokale; Colfer kao Kurt Hummel, muški soprano ujedno i homoseksualac; McHale kao Artie Abrams, svirač gitare i paraplegičar; i Ushkowitz kao Tina Cohen-Chang, Azijatkinja koja glumi mucanje. Mark Salling glumi Noaha "Pucka" Puckermana, Finnovog prijatelja iz nogometnog tima koji u početku prezire Glee klub, ali mu se kasnije pridruži. Dianna Agron glumi Quinn Fabray, pripadnicu skupine "Cheerios" i Finnovu djevojku koja se također pridružuje Glee klubu. 
Naya Rivera i Heather Morris, koje u seriji glume pripadnice skupine "Cherrios" i pjevačice u Glee klubu Santanu Lopez i Brittany od početka druge sezone bit će promovirane u glavnu glumačku postavu. Mike O'Malley koji glumi Kurtovog oca će se također pridružiti glavnoj glumačkoj postavi od početka druge sezone.

## Epizode
Prva sezona serije Glee sastoji se od 22 epizode. Pilot epizoda prikazana je 19. svibnja 2009. godine, a nakon toga serija se vratila tek 9. rujna 2009. emitirajući se srijedom u 21 sat. To je trajalo sve do 9. prosinca 2009. 21. rujna 2009. naručeno je još 9 epizoda čime je obuhvaćena kompletna prva sezona. Tih 9 epizoda započelo je s emitiranjem 13. travnja 2010. i to utorkom u 21 sat. 11. siječnja 2010. FOX je objavio da će se snimati druga sezona serije koja je s produkcijom započela u lipnju 2010. Druga sezona je započela s emitiranjem 21. rujna 2010., utorkom u 20 sati. 23. svibnja 2010. FOX je objavio da će se snimati i treća sezona.

## Kritike, nagrade i obožavatelji

### Kritike
Serija Glee do sada je primila uglavnom pozitivne kritike. Na popularnoj internetskoj stranici Metacritic ima 77% pozitivnih kritika od ukupno 18 kritičara koji su nešto napisali. James Poniewozik filmski kritičar časopisa Time stavio je seriju Glee na osmo mjesto najboljih serija godine, dok se kod kritičara Entertainment Weeklyja Kena Tuckera serija nalazi na devetom mjestu. Lisa Respers France iz CNN-a napisala je da, iako premisa serije miriše na totalnu katastrofu, ona je toliko šarmantna i blještava da joj je nemoguće odoljeti. Kritičar Varietyja, Brian Lowry, oštro je kritizirao prve epizode serije Glee naglašavajući probleme s karakterizacijom likova i samom glumom. Međutim, nakon što je prvi dio prve sezone završen u prosincu, ipak je napisao: 

### Nagrade
Do danas, serija Glee osvojila je brojne nagrade i nominacije. 2009. godine osvojila je pet Satellite Awards: najbolja serija (mjuzikl/komedija), najbolji glumac (Morrison), najbolja glumica (Michele), najbolja sporedna glumica (Lynch) i najbolja gost-glumica (Kristin Chenoweth). 
2010. godine Glee je proglašena najboljom serijom (mjuzikl/komedija) na dodjeli Zlatnih globusa. Morrison, Michele i Lynch također su primili nominacije za svoje uloge. Serija je nominirana za Writers Guild of America Award u kategorijama najbolje humoristične serije i najbolje nove serije. Glumački ansambl serije osvojio je glavnu nagradu na 16-toj dodjeli Screen Actors Guild Awards. Paris Barclay i Ryan Murphy nominirani su u kategorijama za najbolju režiju humoristične serije na Directors Guild of America Awards. U srpnju 2010. godine serija je dobila čak 19 nominacija za prestižnu televizijsku nagradu Emmy, uključujući i one za najbolju humorističnu seriju, najboljeg glumca i najbolju glumicu. Na samoj dodjeli u kolovozu nagrađena je s četiri nagrade, uključujući one za najbolju režiju (Ryan Murphy za Pilot epizodu) i najbolju sporednu glumicu (Jane Lynch). 

### Obožavatelji
Obožavatelji serije Glee često se nazivaju "Gleeks" - spoj naziva serije "Glee" i engleske riječi "geek". Televizijska mreža FOX napravila je natjecanje "Najveći GLEEK" na raznim društvenim mrežama poput Facebooka i MySpacea te otkrila da serija Glee ima veći broj obožavatelja nego neke njezine znanstveno-fantastične serije. Turneja glumačke postave nazvana je "The Gleek Tour". Obožavatelji serije diljem svijeta samostalno su re-kreirali neke od glazbenih brojeva koji se pojavljuju u seriji i postavili ih na YouTube. 

## Diskografija
- Glee: The Music, Volume 1 (2009.)
- Glee: The Music, Volume 2 (2009.)
- Glee: The Music, Volume 3 Showstoppers (2010.)
- Glee: The Music, The Christmas Album (2010.)
- Glee: The Music, Volume 4 (2010.)
- Glee: The Music, Volume 5 (2011.)
- Glee: The Music Presents the Warblers (2011.)

## Serija na DVD-ovima
Kompletna prva sezona serije na DVD-u i Blu-rayju izdana je 13. rujna 2010. godine za 2. regiju.